# Измамени
„Измамени“ (на английски: Deceived) е американски психологически трилър от 1991 г. на режисьора Деймиън Харис, по сценарий на Мери Агнес Донахю и Брус Джоел Рубин, и участват Голди Хоун и Джон Хърд.